# Савеа, Арди
Арди Суемало Савеа (род. 14 октября 1993 года) — новозеландский регбист, игрок клуба «Моана Пасифика» и сборной Новой Зеландии по регби. Лучший регбист 2023 года (по решению Международной федерации регби).

## Карьера
Арди Савеа с 2012 года был членом сборной Новой Зеландии по регби-7 на этапах Мировой серии.
В 2013 присоединился к регбийному клубу Харрикейнз из родного Веллингтона.
В 2015 году Савеа удалось пробиться в основной состав Харрикейнз, но в финальном матче против Хайлендерс не сыграл из-за травмы. В том же году стал капитаном команды Веллингтон Лайонз в розыгрыше Кубка ITM, с которой дошел до финала дивизиона Чемпионшип.
В 2016 году Савеа решил полностью сосредоточиться на попадание в главную регбийную команду страны, для чего покинул регби-7. За All Blacks дебютировал в июне 2016 года в тестовом поединке с Уэльсом, заменив Сэма Кейна, а уже в следующем своем матче Савеа удалось на поле родного стадиона в Веллингтоне отметиться попыткой. Тренер новозеландцев Стив Хансен отметил успешный дебют Савеа вызовом в состав All Blacks на Регби Чемпионшип. Арди Савеа сыграл на одном поле со своим братом Джулианом Савеа, став первыми братьями выступавшими за All Blacks в рамках Регби Чемпионшип. В дебютном сезоне Арди Савеа вышел на поле в 12 матчах, 10 из которых начал на скамейке запасных.
Сезон 2017 года Супер Регби Савеа в составе Харрикейнз начал тремя попытками в первых друх матчах с Санвулвз и Ребелс (победы 83-17 и 71-6 соответственно), однако дальше темп набора очков снизился. Тем не менее Арди Савеа получил пришлашение в сборную на летние тесты и на матчи со сборной Британских и ирландских львов В тестах с Самоа Савеа выходил в старте на позиции номер 8, заменив травмированного Кирана Рида, однако к турне Львов капитан сумел восстановиться и вновь усадил Арди Савеа на скамейку запасных. Даже невыразительная Сэма Кейна не смогла убедить Стива Хансена выпустить Савеа в старте.
Сезон Супер Регби 2018 сложился для Савеа не очень хорошо, однако в тестовых матчах с Францией, он выступил удачно, занеся попытку в первом матче серии. В третьем матче Савеа вышел в стартовом составе, однако на 16 минуте матча из-за травмы лодыжки был вынужден покинуть поле. Эта травма помешала Савеа закончить сезон Супер Регби на Харрикейнз, где его команда остановилась на стадии полуфинала.
Савеа сумел восстановиться к сезону Регби Чемпионшип 2018. В первых двух матчах с командой Австралии он выходил на замену во втором тайме вместо Сэма Кейна. В третьей игре турнира против Аргентины Савеа вышел в старте и сыграл полный матч. В дальнейших играх турнира Савеа снова выходил на замену, а в заключительной игре против ЮАР занес попытку на последней минуте матча, принеся победу All Blacks со счетом 32-30. В том же году Арди Савеа впервые за 2 года провел матч в Mitre10 за Веллингтон.
Савеа получить место в основном составе All Blacks в осенних тестах из-за травмы Сэма Кейна , сыграв в 3 матчах против Англии (победа 16-15), Ирландии (поражение 9-16) и Италии (победа 66-3) и не отметившись результативными действиями, однако три попытки за год позволили ему стать самым результативным игроков новозеландцев среди нападающих в сезоне 2018 года. В 2019 году Савеа с Харрикейнз снова не сумели выйти в финал Супер Регби. Несмотря на то, что Сэм Кейн восстановился от травмы, Арди Савеа сумел сохранить место в старте All Blacks, сыграв в 4 из 5 тестовых матчах перед Кубком мира 2019.
Савеа ожидаемо получил вызов в команду Новой Зеландии на Кубок мира, где сыграл в 4 из 6 матчах. По итогам выступления на Кубке мира Савеа был номинирован на звание «Лучший игрок 2019 года».
В 2021 году Савеа продлил контракт с Регбийным союзом Новой Зеландии, опровергнув слухи о намерении перейти в сборную Самоа в связи с изменениями правил World Rugby о натурализации, хотя прежде Савеа в интервью говорил о своём желании сыграть за Самоа.
В 2021 году признан лучшим игроком Новой Зеландии в 2021 году.
В октябре 2023 года Международная федерация регби признала Арди Савеа лучшим регбистом 2023 года.